# Partido Pilar
Pilar ist ein Partido im Norden der Provinz Buenos Aires in Argentinien. Der Verwaltungssitz ist die Stadt Pilar. Laut einer Schätzung von 2019 hat der Partido 370.798 Einwohner auf 355 km².

## Orte
- Pilar
- Del Viso
- Derqui
- Fátima
- La Lonja
- Manuel Alberti
- Manzanares
- Villa Rosa
- Villa Astolfi
- Zelaya